# Greg Bell (giocatore di football americano)
Gregory Leon Bell (Columbus, 1º agosto 1962) è un ex giocatore di football americano statunitense che ha giocato nel ruolo di running back nella National Football League (NFL). Fu scelto dai Buffalo Bills nel primo giro del Draft NFL 1984. Al college giocò a football a Notre Dame.

## Carriera professionistica
Bell fu scelto dai Buffalo Bills come 26º assoluto del Draft 1984. Nella prima stagione fu convocato per Pro Bowl dopo avere corso oltre 1.100 yard e segnato 7 touchdown. Fu ultimo rookie dei Bills a correre oltre mille yard fino a Marshawn Lynch nel 2007. Nel 1987, dopo due sole partite passò ai Los Angeles Rams, con cui però disputò solamente altre due partite quell'anno. Il successivo fu il migliore della sua carriera, stabilendo il proprio primato personale con 1.212 yard corse e guidando la lega con 16 touchdown su corsa (più due su ricezione), che gli valsero il premio di Comeback Player of the Year. Rimase su alti livelli anche nel 1989 quando corse altre 1.137 yard e guidò ancora la NFL con 15 touchdown su corsa. Si ritirò dopo avere disputato sei partite coi Los Angeles Raiders nel 1990.

## Palmarès
- Convocazioni al Pro Bowl: 1

1984
- NFL Comeback Player of the Year Award: 1

1988
- Leader della NFL in touchdown su corsa: 2

1988, 1989
- PFWA All-Rookie Team - 1984

## Statistiche
| Yard su corsa      | 4.959 |
| Touchdown su corsa | 51    |